# San Gerardo Maiella
San Gerardo Maiella é uma igreja de Roma localizada na Via Romolo Balzani, 74, no quartiere Prenestino-Labicano. É dedicada a São Gerardo Majella e sede do título cardinalício de São Geraldo Majella, cujo cardeal-presbítero protetor é Rubén Salazar Gómez, arcebispo emérito de Bogotá.

## História
Esta igreja foi construída entre 1980 e 1981 com base num projeto do arquiteto Aldo Aloysi e foi consagrada solenemente em 25 de março de 1982 pelo cardeal-vigário Ugo Poletti. Além disto, ela é sede de uma paróquia criada em 20 de abril de 1978 pelo mesmo Poletti através do decreto "Sua Santità". A partir de 26 de novembro de 1994, passou também a ser sede do título cardinalício de São Geraldo Majella, instituído pelo papa São João Paulo II.

## Descrição
San Gerardo Majella é um edifício modernista de baixa altura e construído numa planta quadrada. Anexos, do lado norte (à direita), estão edifícios auxiliares para sacristias, a casa do sacerdote, um auditório paroquial e uma capela ferial, ou seja, uma capela lateral utilizada para missas nos dias da semana. O corpo principal da igreja não é visível a partir da Via Romolo Balzani por causa destes edifícios, mas o campanário, que está isolado, fica logo na entrada. Ele consiste de dois pilares estreitos de concreto branco posicionados como as laterais de uma escada, com um mais alto do que o outro e o mais baixo ligado ao mais alto por um barra no topo. Os sinos ficam no espaço entre eles.
A entrada principal fica de frente para a Via Francesco Ferralioni (leste), do outro lado de um terreno que permaneceu baldio por uns poucos anos depois que a igreja foi construída e que hoje foi pavimentado e decorado com árvores plantadas.
A fachada é baixa, com uma faixa de parede branca abaixo da linha do teto e com uma fileira de janelas logo abaixo. Estas estão acima de um dossel flutuante com uma outra faixa branca correspondente, mais rasa nas extremidades da fachada, mas profunda sobre a porta dupla da entrada. Esta seção central, que é a varanda de entrada, está apoiada por um par de colunas de concreto, mas flutua nas extremidades. As paredes abaixo do dossel e flanqueando a entrada são lisas. 
A varanda na entrada tem uma inscrição dedicatória na faixa e, na linha do teto sobre a entrada, está um fino poste de metal suportando um crucifixo de braços de mesmo tamanho e com um bloco cúbico no final de cada braço. O teto plano da igreja apresenta uma rede de quatro enormes vigas horizontais de concreto formando uma cruz e dividindo o teto em quatro quadrados iguais trabalhados com uma composição asfáltica. Cada viga tem o perfil de um triângulo retângulo que aumenta de espessura na direção do centro da cruz. Elas são visíveis acima da linha do teto a partir da rua.
Todo o interior é dominado pelo teto e pela cruz central formada pelas vigas. Cada uma delas se estende até chão através de um par de vigas mais estreitas paralelas entre as quais estão dispostos vitrais num padrão abstrato em azul, que difundem luz. Os quatro setores delimitados pelas vigas cruzadas abrigam profundos caixotões quadrados.
A entrada e as paredes laterais se abrem em fileiras de janelas com vitrais similares em azul. 
Já a parede do altar não tem janelas. Atrás do altar-mor está uma laje lisa de pedra que chega até o teto e que se dobra sobre o altar como um dossel. Nela está pendurado um crucifixo tradicional com um corpo de estuque pintado. Esta laje é flanqueada por um par de pinturas de anjos de Maria Matteini; atrás delas estão duas fileiras verticais de janelas com mais vitrais.